# Feministische filosofie

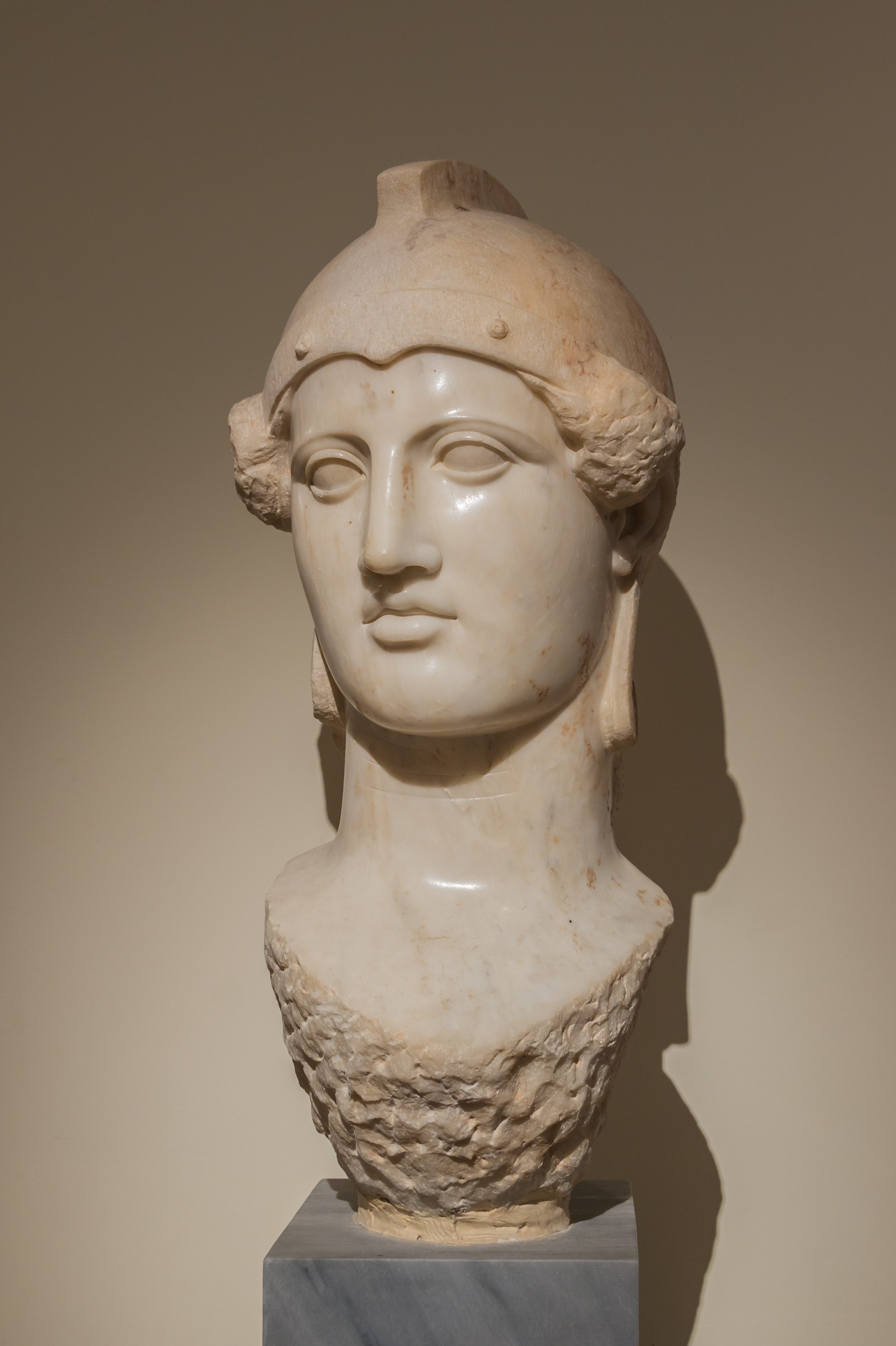
Pallas Athena, godin van de wijsheid

Feministische filosofie is filosofie vanuit een feministisch perspectief. Hierbij wordt getracht om met behulp van filosofische methoden de zaak van de vrouwenbeweging te ondersteunen, naast het bekritiseren of tegen het licht houden van traditionele filosofische opvattingen vanuit een vrouwelijk kader.
Van echte feministische filosofie kan pas gesproken worden vanaf de 19e eeuw, maar dit betekent niet dat er voordien geen auteurs bestonden die bijdroegen aan of kritiek leverden op de filosofie van hun tijd of de leefomstandigheden van vrouwen.

## Algemeen
Er is geen eigenlijke “school” van feministische filosofie en feministische filosofen kunnen zowel tot de analytische (Angelsaksische) als tot de continentale (Europese) traditie behoren. Evenmin kan er binnen de feministische filosofie iets als een gemeenschappelijk standpunt gevonden worden over welke filosofische vraagstelling dan ook. Feministische filosofie is namelijk net zo rijkgeschakeerd als het feminisme zelf. Hoewel de meeste feministische filosofen vrouwen zijn, nemen ook mannelijke auteurs vaak feministische standpunten in. Zo wordt John Stuart Mills visie op de situatie van vrouwen in de samenleving omschreven als liberaal feminisme.
Feministische filosofie biedt echter een nieuw perspectief op tal van traditionele problemen waarmee de filosofie zich bezighoudt. Zo hebben feministische epistemologen bijvoorbeeld de traditionele filosofische ideeën over de kennisleer, zoals ze door mannen werden geformuleerd, ter discussie gesteld. Hoe we dingen te weten komen en hoe we onze rationaliteit opvatten is volgens deze auteurs eigenlijk vanuit mannelijk perspectief opgevat, terwijl wat vrouwen daarover te zeggen hebben genegeerd wordt.

## Moderne feministische filosofen
Vrouwen zijn prominent vertegenwoordigd in het hedendaagse filosofische landschap. Zij zijn vooral actief op het gebied van ethiek, wetenschapsfilosofie, de feministische theorie en epistemologie. Het is een cliché dat alle vrouwelijke filosofen zich met feminisme zouden bezighouden. De meeste contemporaine filosofes specialiseren zich op een of ander filosofisch vakgebied; metafysica, epistemologie, antieke filosofie, wetenschapsfilosofie enzovoort. Slechts een klein deel onder hen heeft zich geconcentreerd op bijdragen over de feministische theorie: Simone de Beauvoir, Shulamith Firestone, Sheila Rowbowtham, Juliet Mitchell, en de Franse poststructuralisten met onder meer Helene Cixous. Van de Beauvoir wordt gezegd dat zij met haar werk de filosofische fundamenten van het feminisme heeft gelegd.
 Ook de Duitse filosofe Hannah Arendt is van groot belang geweest voor de feministische filosofie, al beschouwde zij zichzelf niet echt als een feministisch filosofe. Na haar vlucht voor de nazi's publiceerde zij ' The Origins of Totalitarianism', een boek over de verhouding staat-individu dat ook de aandacht kreeg van de vrouwenbeweging. De Belgische Luce Irigaray is een vooraanstaand auteur in het Franse feminisme en de continentale filosofie. Ze is een interdisciplinair denker die werkt op het domein van filosofie, psychoanalyse, en taalwetenschap.
- Victoria Lady Welby (1837-1912)
- E. E. Constance Jones (1848-1922)
- Charlotte Perkins Gilman (1860-1935)
- Lou Salome (1861-1937)
- Mary Whiton Calkins (1863-1930)
- L. Susan Stebbing (1885-1943)
- Edith Stein (1891-1942)
- Gerda Walther (1897-1977)
- Ayn Rand (1905-1982) Russisch-Amerikaans schrijfster en politiek filosofe
- Cornelia Johanna de Vogel (1905-1986)
- Hannah Arendt (1906-1975)
- Simone de Beauvoir (1908-1986)
- Simone Weil (1909-1943)
- Luce Irigaray (ca.1932)
- Elizabeth Anderson (1959)

### Epistemologie
Enkele feministen brachten de te verwachten gender-stereotypen aan: "mannen zijn afstandelijk en rationeel"; "vrouwen zijn meer intuïtief en emotioneel". Ze gingen zelfs zo ver om te verdedigen dat kennis verkregen via intuïtie een totaal ander begrip van de fysieke werkelijkheid zou opleveren, zodat ‘’vrouwelijke wiskunde” en “vrouwelijke wetenschap” heel verschillend zouden zijn van hun mannelijke tegenhangers. De meeste hedendaagse feministische filosofen sluiten zich echter niet aan bij deze volgens hen incoherente en ontmoedigde beweging. De meesten onder hen aanvaarden zelfs niet het idee dat er zoiets als vrouwelijke epistemologische standpunten zou kunnen bestaan.

### Wetenschap en feminisme
Eind jaren 60 werd de kritiek van feministen uitgebreid van maatschappijkritiek naar wetenschapskritiek. Er is een grote tweedeling gemaakt tussen aan de ene kant opvattingen waarin wetenschap als resultaat van waarnemen begrepen wordt, en aan de andere kant opvattingen waarin wetenschap gevat wordt met de metafoor van het waarmaken. Beide kennen varianten.

### Wetenschapsleer
Ook de wetenschappelijke methode werd onderzocht met als belangrijkste vraag of deze sekse-neutraal is? De wetenschappelijke methode is volgens de feministen mannelijk van aard, ze vertoont trekken van de 'heer van stand', rationeel, zakelijk en objectief. In de wetenschappelijke methode is er geen betrokkenheid, maar precisie. Hierdoor voelden slechts mannen zich ertoe aangetrokken. Deze kritiek leidde onder andere tot een nieuwe methode in de sociale wetenschappen, geen individuele vragenlijsten, maar groepsgesprekken. Aanvulling van de methode met vrouwelijke benaderingswijzen zoals betrokkenheid.

### Wetenschap als waarneming
Wanneer vrouwen object van onderzoek vormen, wordt er vaak slordig met de methode omgesprongen (daardoor bevatten wetenschappen vooroordelen over vrouwen). Correct gebruik van methoden is goed, maar niet voldoende. Immers ook in methodisch verantwoord onderzoek kunnen vrouwen buiten beeld blijven (vrouwen worden verwaarloosd in de wetenschap), door de manier waarop het object wordt afgebakend. De huidige methoden vertonen mannelijke trekken, met als gevolg psychologische uitsluiting van vrouwen en vertekende waarneming, en dienen met vrouwelijke methoden (afstand én betrokkenheid) te worden aangevuld. De methode vormt geen bescherming tegen invloeden van buitenaf op de inhoud van de wetenschap. De mannelijke dominantie die buiten de wetenschap heerst, dringt ook binnen door; Ze kleurt de wetenschappelijke waarnemingen. De feministische oplossing is vrouwvriendelijke onderzoekers en omgeving.

### Wetenschap als waarmaken
Wetenschappen worden, volgens sommige feministische filosofieën, in een sociaal proces gemaakt en de sociale verhoudingen tussen de seksen zijn daarom medebepalend voor het product wetenschap (mannen hebben meer kans dan vrouwen dat wat ze beweren door anderen wordt geaccepteerd; zo verzamelen ze sneller het krediet dat hen in volgende onderhandelingen te pas komt).
De wetenschap is de producent, en de verhoudingen tussen de seksen zijn een product van onder andere de wetenschap.
De wetenschapsantropologie van Bruno Latour vertoont veel overeenkomsten met deze theorie.

## Internationale organisatie
In 1974 werd in Berlijn de IAPH, The International Association of Women Philosophers opgericht door Duitse, Oostenrijkse en Amerikaanse vrouwelijke filosofen, de meeste ervan waren feministen. Dit was waarschijnlijk het geboortemoment van wat de naam feministische filosofie kreeg. Aanvankelijk was deze Europese Stichting een vrij 'Germaanse' aangelegenheid, vooraleer ook filosofen van de Romaanse talen (waaronder Spaans en Italiaans) er deel van gingen uitmaken. De conferenties worden om de drie jaar gehouden, telkens in een andere Europese stad. In 1998 werd het georganiseerd in Boston in de Verenigde Staten, dit in samenwerking met het World Congress of Philosophy. De symposia en publicaties die hieruit voortkwamen hebben veel gedaan voor de ontwikkeling van en de interesse voor feministische filosofie. Het is vooral een forum voor filosofisch onderzoek over verbanden tussen macht en sekse, de verhoudingen tussen de seksen en feminisme en filosofie in het algemeen. Uiteraard is het ook een netwerk voor feministen.
Symposia
Symposia werden vanaf 1980 gehouden, het eerste in Würzburg, de stad waar de organisatie ontstond:
- 1980 Würzburg (Duitsland)
- 1982 Zürich (Zwitserland)
- 1984 Heidelberg (Duitsland)
- 1986 Klagenfurt (Oostenrijk)
- 1989 Berlijn (Duitsland)
- 1992 Amsterdam (Nederland)
- 1995 Wenen (Oostenrijk)
- 1998 Boston (V.S.)
- 2000 Zürich (Zwitserland)
- 2002 Barcelona (Spanje)
- 2004 Göteborg (Zweden)
- 2006 Rome (Italië)
- 2008 Seoul (Korea)
- 2010 London (Canada)
- 2014 Alcalá (Spanje)
- 2016 Melbourne (Australië)